# عدوان (سوریه)
عدوان یک منطقهٔ مسکونی در سوریه است که در منطقه ازرع واقع شده‌است. عدوان ۲٬۴۸۷ نفر جمعیت دارد.